# Gian Villante
Gianpiero Villante, född 18 augusti 1985 i Wantagh, är en amerikansk MMA-utövare som sedan 2013 tävlar i organisationen Ultimate Fighting Championship.